# Cumbre de Baracán
La cumbre de Baracán es el nombre que recibe el tramo occidental de la cumbre que bordea el Valle del Palmar por el sur y el oeste, en el municipio tinerfeño de Buenavista del Norte (Canarias, España). Se trata de una prolongación de la Cumbre del Carrizal. Su punto más alto recibe el nombre de Pico de Baracán, con 1002 metros de altitud.
La cumbre presenta un gran desnivel sobre el Valle de El Palmar, siendo más suave en Teno y terminando en el Barranco de Bujame. El nombre de Baracán proviene de los antiguos guanches.